# Dmitri Petrovich Maksutov
Dmitry Petrovich Maksutov (russo: Дми́трий Петро́вич Максу́тов, Perm, 10 de maio de 1832 - São Petersburgo, 21 de março de 1889) foi um contra-almirante da Marinha Imperial Russa que foi o último governador da América Russa (1863–1867). Ele tem ruas dedicadas à sua memória em Sitka e Petropavlovsk-Kamchatsky.
Maksutov nasceu na cidade de Perm. Em 1840, matriculou-se no Corpo de Cadetes Navais, onde se graduou em 1847 no posto de cadete naval. Maksutov foi promovido ao posto de tenente em março de 1851, foi designado para a 46ª divisão e partiu para o Extremo Oriente russo.
Com o início da Guerra da Crimeia, ele foi transferido para Petropavlovsk em junho de 1854. Dmitry e seus dois irmãos - Pavel e Alexander - participaram da guerra. Pavel Maksutov serviu na Frota do Mar Negro e estava a bordo do encouraçado Paris durante a Batalha de Sinop, enquanto Alexandre e Dmitry participaram da defesa de Petropavlovsk durante o cerco de Petropavlovsk. Dmitry Maksutov comandava a lendária bateria de canhão nº 2, enquanto seu irmão Alexander comandava a bateria nº 3. Após a batalha, ambos foram premiados com a cruz da Ordem de São Jorge do 4º grau (postumamente para Alexander Maksutov).
Em 1859, o príncipe Dmitry Maksutov veio para a América Russa para trabalhar para a Companhia Russo-Americana. No início, ele foi assistente do governador Johan Hampus Furuhjelm, a quem sucedeu no comando da empresa em março de 1864. Após a compra do Alasca, a bandeira imperial russa foi abaixada e a bandeira estrelada foi hasteada em 6 de outubro de 1867. Maksutov foi o último governador da América Russa. Ele permaneceu no que passou a se chamar Alasca por mais um ano, servindo como cônsul russo em Sitka e encarregado da emigração dos russos remanescentes.
Em 1869, Maksutov transferiu suas funções para Fyodor Koskul e voltou para a Rússia. Ele serviu em vários navios comerciais e foi promovido ao posto de contra-almirante em 17 de maio de 1882 (dia de sua renúncia).
Ele morreu em São Petersburgo em 21 de março de 1889 e foi enterrado no Cemitério Novodevichy.

## Ficção
Príncipe Maksutov é um personagem chave no Ato I do romance Quarenta e Nove de Boris Pronsky e Craig Britton.